# Martigny-Combe
Martigny-Combe je obec v západní (frankofonní) části Švýcarska, v kantonu Valais. Hlavním sídlem obce je La Croix (známé také jako Martigny-Croix). Žije zde přibližně 2 300 obyvatel.

## Geografie

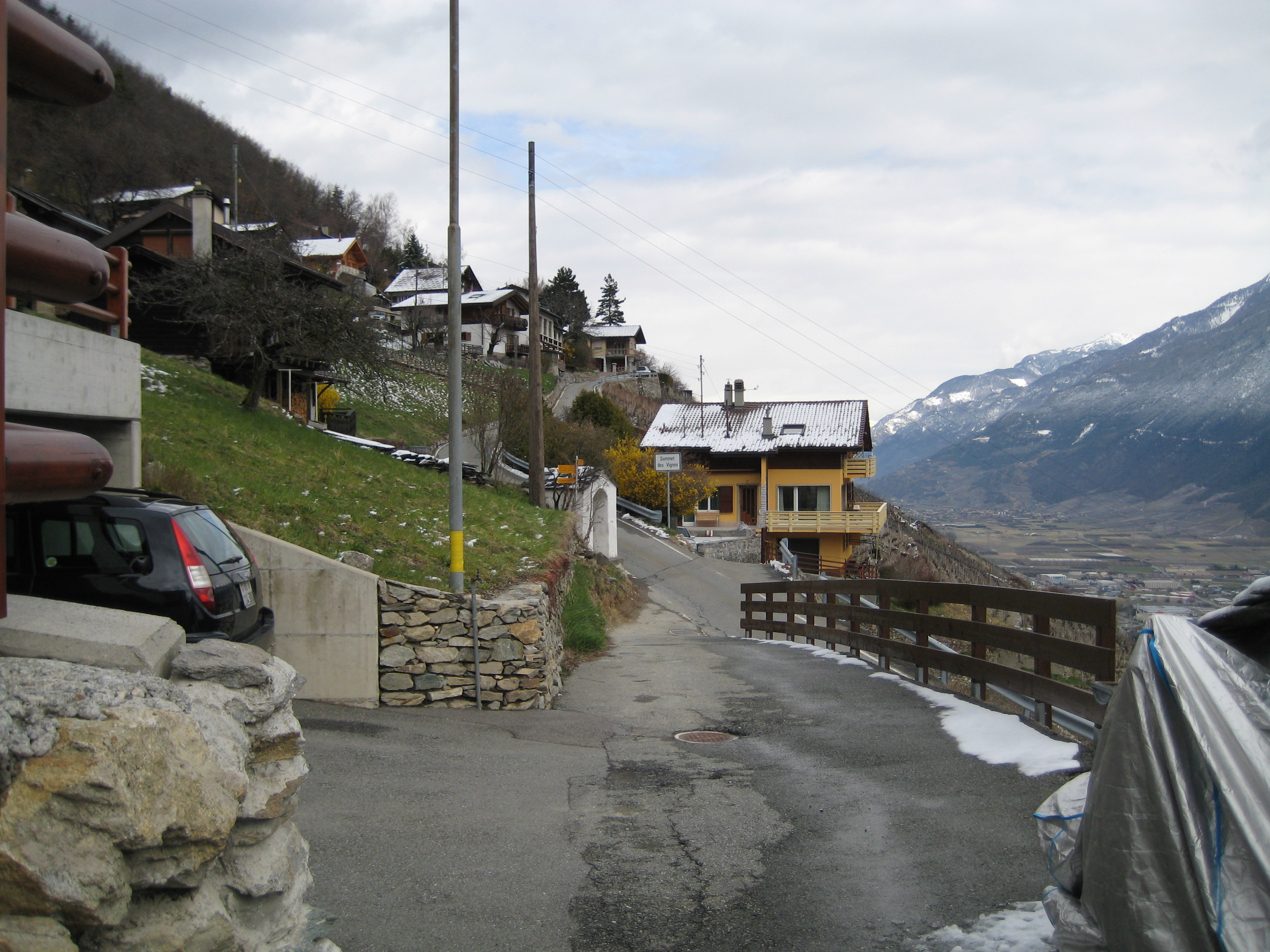
Sommet-des-Vignes

Martigny-Combe leží v těsném sousedství okresního města Martigny na křižovatce dvou silničních os. Dálnice A21, která končí v La Croix, pokračuje jako hlavní silnice 21 přes průsmyk Sv. Bernarda do Itálie, zatímco hlavní silnice 202, která odbočuje z konce dálnice, vede z La Croix přes Col de la Forclaz do Francie.
Obec se skládá z hlavní vesnice La Croix a několika dalších malých vesnic a osad.

## Historie
Ve středověku patřilo území, z něhož se později stalo Martigny-Combe, kastelánům z Martigny. V roce 1475 bylo stejně jako celé dolní Valais dobyto vojsky z horního Valais. V roce 1833 se obyvatelé postavili proti revizi spolkové smlouvy a pochodovali proti jejím liberálním zastáncům na Bastonnade de Martigny.
Do roku 1841 patřila obec politicky k obci Martigny, od té doby tvoří vlastní obec. V roce 1845 se La Bâtiaz oddělila od Martigny-Combe a v letech 1899/1900 od Trientu. Martigny-Combe stále patří církevně k Martigny; starají se o něj augustiniánští kanovníci z Velkého hospice svatého Bernarda.

## Obyvatelstvo
| Rok            | 1850              | 1888 | 1900 | 1950 | 2000 | 2010 | 2012 | 2014 | 2016 |
| Počet obyvatel | 1332 (s Trientem) | 1714 | 1167 | 1051 | 1731 | 2199 | 2310 | 2324 | 2305 |

## Fotogalerie

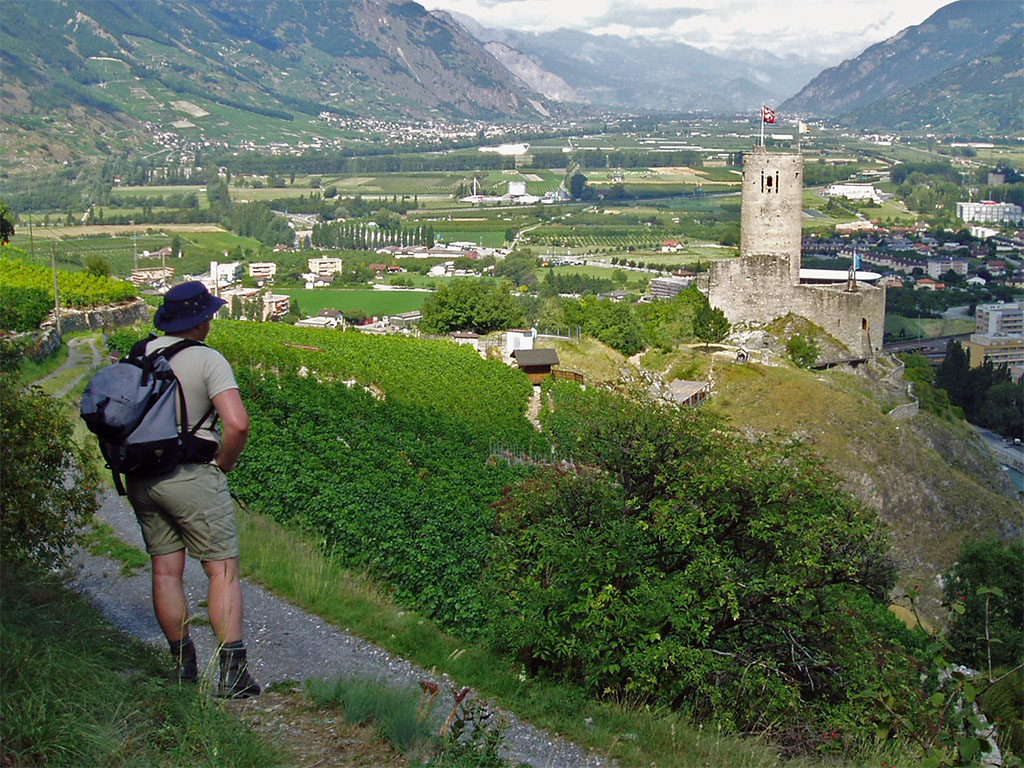
Věž Bâtiaz
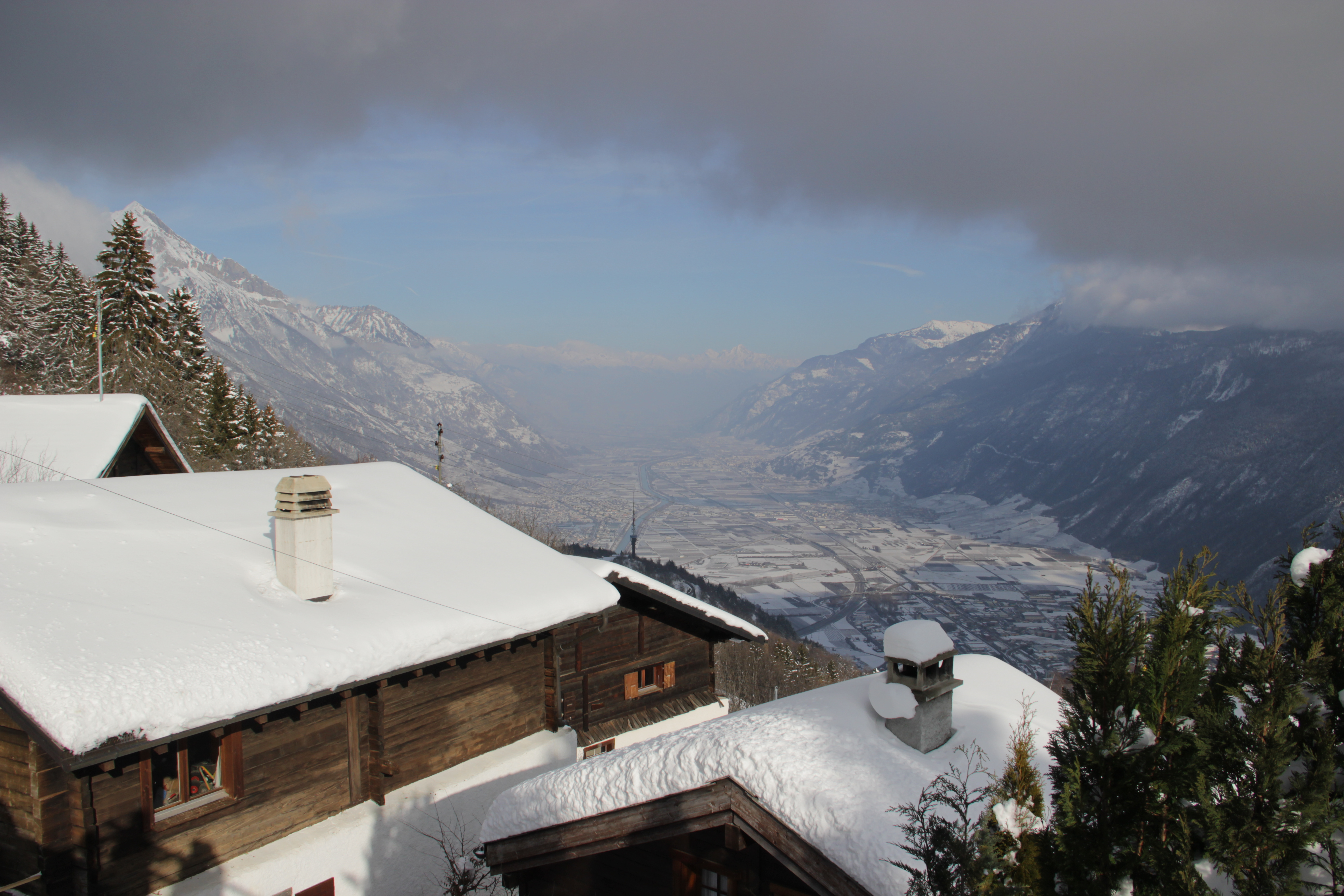
Pohled do údolí z Ravoire
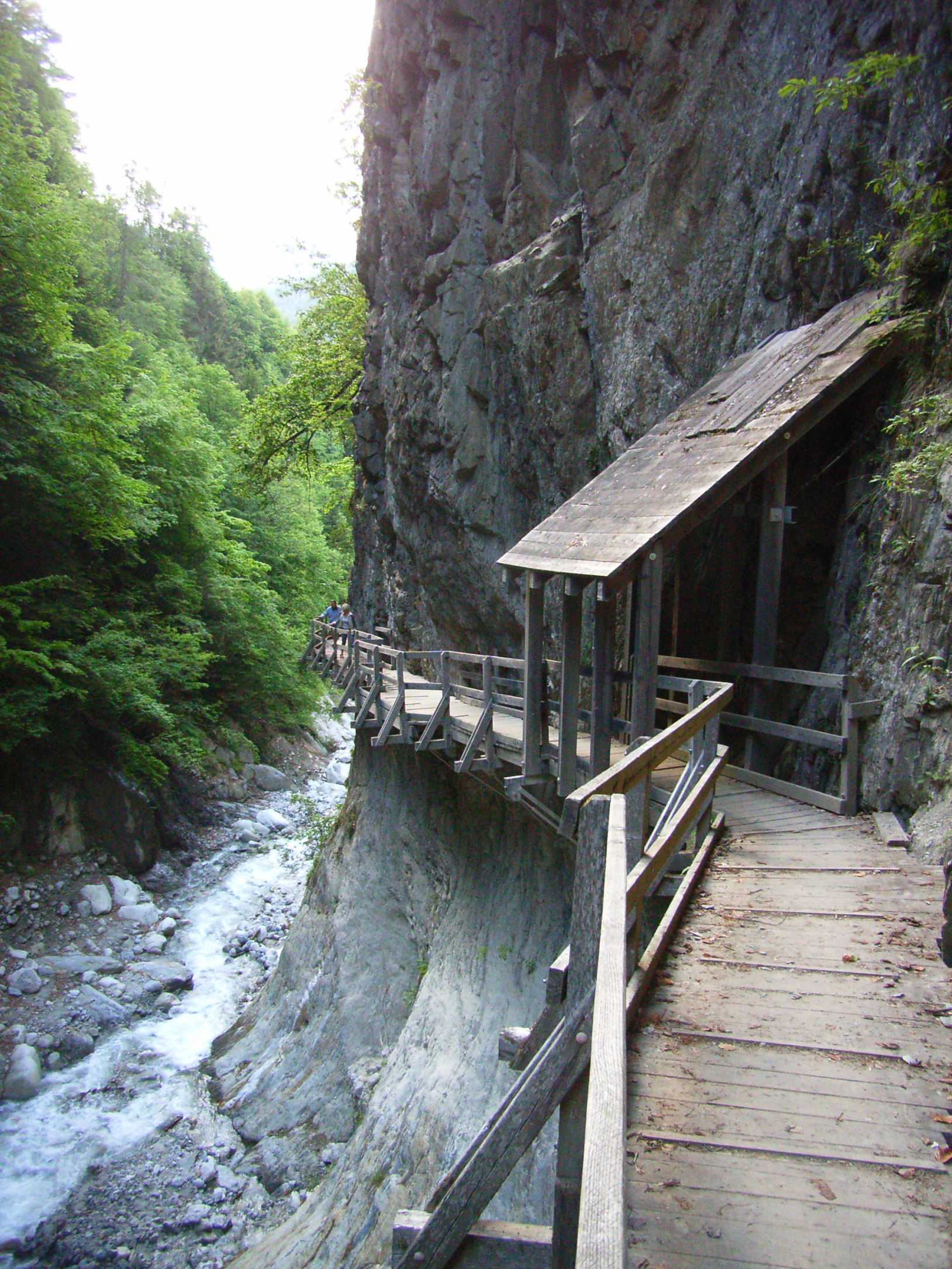
Soutěska Durnand